# Unser Song für Dänemark
Unter dem Titel Unser Song für Dänemark fand am 13. März 2014 die deutsche Vorentscheidung zum Eurovision Song Contest 2014 statt, bei der der Interpret und das Lied für den am 10. Mai 2014 in Kopenhagen, Dänemark stattfindenden Wettbewerb gesucht wurden. Die Band Elaiza, die sich im Clubkonzert die Wildcard gesichert hatte, gewann und vertrat Deutschland in Kopenhagen. Moderiert wurde die Sendung von Barbara Schöneberger, die die letztjährige Moderatorin Anke Engelke ablöste.

## Konzept
| Sendung                | Sendedatum                      | Sender                            | Kandidaten |
| ---------------------- | ------------------------------- | --------------------------------- | ---------- |
| Clubkonzert            | Do. 27. Februar 2014, 22:10 Uhr | Norddeutscher Rundfunk / EinsPlus | 10         |
| Deutscher Vorentscheid | Do. 13. März 2014, 20:30 Uhr    | Das Erste                         | 08         |

### Auswahl der Teilnehmer
Nachdem es bei der Vorentscheidung 2013 viel Kritik an der Auswahl des Interpreten und des Beitrags gegeben hatte, änderten die Veranstalter das Konzept. Die acht vor Publikum auftretenden deutschen Künstler wurden diesmal ausschließlich von den Zuschauern bewertet. Sieben vorausgewählte Teilnehmer wurden Mitte Dezember 2013 bekanntgegeben. Im Rahmen eines Clubkonzerts wurde der achte Teilnehmer ermittelt.

### Abstimmung
Es gab insgesamt drei Abstimmungsrunden, in denen die Zuschauer per Televoting ihren Favoriten wählten. In der ersten Runde sangen alle acht Kandidaten einen Song. Die Zuschauer entschieden im Anschluss, welche vier Künstler es in die nächste Runde schafften. In dieser präsentierten die verbliebenen Kandidaten ein zweites Stück, sodass die Zuschauer in der zweiten Abstimmungsrunde ihren favorisierten Song auswählen konnten. In der entscheidenden dritten Runde traten dann nochmals die zwei Kandidaten mit den meisten Stimmen auf.

### Clubkonzert
Neu war die Auswahl eines Interpreten durch eine Wildcard: Sowohl Solo-Interpreten als auch Bands konnten vom 25. November 2013 bis einschließlich 22. Januar 2014 Videos auf YouTube hochladen, in denen sie entweder eine Eigenkomposition oder eine Coverversion eines Liedes vortragen. Zur Teilnahme rief Adel Tawil auf. Insgesamt gingen auf dem Portal 2240 Einsendungen ein. Vertreter des NDR, der Produktionsfirma Brainpool, der jungen Radiosender und Popwellen der ARD sowie der Labels Universal, Sony, Warner und einige Independent-Labels werteten die eingegangenen Darbietungen aus und entschieden sich für zehn Kandidaten, die am 27. Februar 2014 im Edelfettwerk in Hamburg auftraten. Dieses Clubkonzert wurde im NDR-Fernsehen und auf diversen Plattformen im Internet übertragen. Den Sieger der Wildcard bestimmten die Zuschauer via Televoting.

## Teilnehmer und Ergebnisse

### Teilnehmer an der Vorentscheidung
| Interpret           | Lieder                        | Komponisten                                                                                         | Sprache  | Bilder |
| ------------------- | ----------------------------- | --------------------------------------------------------------------------------------------------- | -------- | ------ |
| The Baseballs       | Mo Hotta Mo Betta             | Beatzarre, Gareth Owen, Konstantin „Djorkaeff“ Scherer, Rüdiger Brans, Sebastian Rätzel, Sven Budja | Englisch |        |
| The Baseballs       | Goodbye Peggy Sue             | Håkan Glänte                                                                                        | Englisch |        |
| Elaiza              | Is It Right                   | Elżbieta Steinmetz, Adam Kesselhaut                                                                 | Englisch |        |
| Elaiza              | Fight Against Myself          | Elżbieta Steinmetz                                                                                  | Englisch |        |
| Das Gezeichnete Ich | Weil du da bist               | Das Gezeichnete Ich, Sebastian Budde                                                                | Deutsch  |        |
| Das Gezeichnete Ich | Echo                          | Das Gezeichnete Ich, Sebastian Budde                                                                | Deutsch  |        |
| Madeline Juno       | Like Lovers Do                | Madeline Juno, Dave Roth                                                                            | Englisch |        |
| Madeline Juno       | Error                         | David Jost, Dave Roth, Madeline Juno                                                                | Englisch |        |
| MarieMarie          | Cotton Candy Hurricane        | Thies Mynther, MarieMarie, Juri Kannheiser, Thomas Rainer Berthold                                  | Englisch |        |
| MarieMarie          | Candy Jar                     | MarieMarie, Anya Weihe, Johannes Vogt, Maximilian Spindler, Alexander Rapp                          | Englisch |        |
| Oceana              | Thank You                     | Joseph („joblaq“) Macklin                                                                           | Englisch |        |
| Oceana              | All Night                     | Oceana Mahlmann, Sir Darryl Farris, Andre Harris, Joseph („joblaq“) Macklin                         | Englisch |        |
| Santiano            | Wir werden niemals untergehen | Frank Ramond, Mark Nissen, Hartmut Krech, Lukas Hainer                                              | Deutsch  |        |
| Santiano            | Fiddler on the Deck           | Frank Ramond, Mark Nissen, Hartmut Krech, Lukas Hainer                                              | Englisch |        |
| Unheilig            | Als wär’s das erste Mal       | Der Graf, Henning Verlage, Markus Tombült                                                           | Deutsch  |        |
| Unheilig            | Wir sind alle wie eins        | Der Graf, Henning Verlage, Markus Tombült                                                           | Deutsch  |        |

## Clubkonzert
Das Clubkonzert fand am 27. Februar 2014, 22:00 Uhr (MEZ) im Hamburger Edelfettwerk statt. Die Band Elaiza qualifizierte sich für das Finale.
| Bewerber um die Wildcard | Bewerber um die Wildcard | Bewerber um die Wildcard | Bewerber um die Wildcard                   | Bewerber um die Wildcard |
| Platz                    | Startnr.                 | Interpret                | Lied                                       | Ergebnis (in Prozent)    |
| ------------------------ | ------------------------ | ------------------------ | ------------------------------------------ | ------------------------ |
| 01.                      | 01                       | Elaiza                   | Is It Right                                | 23,6 %                   |
| 02.                      | 07                       | Caroline Rose            | Amber Sky                                  | 17,2 %                   |
| 03.                      | 10                       | Bartosz                  | Walk Away                                  | 09,8 %                   |
| 04.                      | 08                       | Max Krumm                | Home                                       | 08,6 %                   |
| 05.                      | 02                       | Nicole Milik             | I See Fire (Originalinterpret: Ed Sheeran) | 08,2 %                   |
| 06.                      | 03                       | Simon Glöde              | Blame It on the Boogie                     | 07,5 %                   |
| 07.                      | 06                       | Valentina                | Love Is Gone                               | 07,3 %                   |
| 08.                      | 05                       | Cassie Greene            | Not this Time                              | 06,6 %                   |
| 09.                      | 09                       | Ambre Vallet             | Siehst Du mich?                            | 06,3 %                   |
| 10.                      | 04                       | Melanie Schlüter         | Run (Originalinterpret: Leona Lewis)       | 04,9 %                   |

## Finale

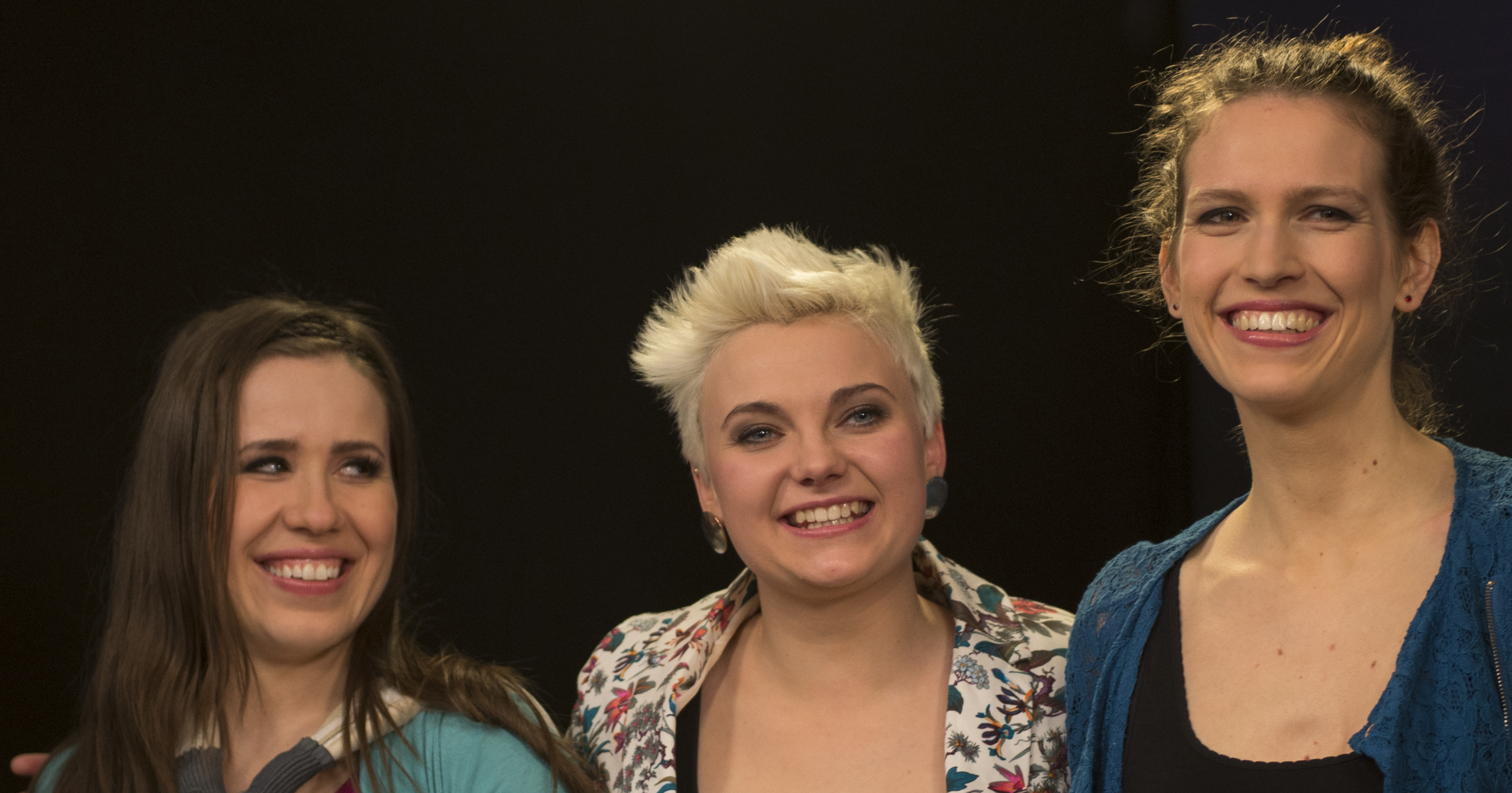
Die Gewinner des deutschen Vorentscheides: Elaiza

Das Finale des deutschen Vorentscheides fand am 13. März 2014, 20:30 Uhr (MEZ) statt. Während der Sendung fanden drei Abstimmungsrunden statt. Die Band Elaiza gewann das Finale mit 55 Prozent der Zuschauerstimmen.

### Erste Runde
In der ersten Runde präsentierten die Interpreten das erste Lied, das sie für den Vorentscheid komponiert haben. Vier Interpreten qualifizierten sich für die zweite Runde.
| Startnr. | Interpret           | Lied                    |
| -------- | ------------------- | ----------------------- |
| 1        | Das Gezeichnete Ich | Weil du da bist         |
| 2        | Oceana              | Thank You               |
| 3        | Santiano            | The Fiddler On The Deck |
| 4        | MarieMarie          | Cotton Candy Hurricane  |
| 5        | The Baseballs       | Mo Hotta Mo Betta       |
| 6        | Elaiza              | Is It Right             |
| 7        | Unheilig            | Als wär’s das erste Mal |
| 8        | Madeline Juno       | Like Lovers Do          |

 Kandidat hat sich für zweite Runde qualifiziert.

### Zweite Runde
In der zweiten Runde stellten die Interpreten das zweite Lied vor. Die Zuschauer entschieden welcher Interpret mit welchem Lied die finale, dritte Runde erreicht.
| Startnr. | Interpret  | Lied                          |
| -------- | ---------- | ----------------------------- |
| 1        | Santiano   | Wir werden niemals untergehen |
| 2        | MarieMarie | Candy Jar                     |
| 3        | Elaiza     | Fight Against Myself          |
| 4        | Unheilig   | Wir sind alle wie eins        |
| –        | Santiano   | The Fiddler On The Deck       |
| –        | MarieMarie | Cotton Candy Hurricane        |
| –        | Elaiza     | Is It Right                   |
| –        | Unheilig   | Als wär’s das erste Mal       |

### Dritte Runde
In der dritten Runde setzte sich die Band Elaiza mit 55 Prozent der Zuschauerstimmen durch.
| Platz | Startnr. | Interpret | Lied                   | Ergebnis (in Prozent) |
| ----- | -------- | --------- | ---------------------- | --------------------- |
| 1.    | 1        | Elaiza    | Is It Right            | 55 %                  |
| 2.    | 2        | Unheilig  | Wir sind alle wie eins | 45 %                  |

## Showacts
Zum Veranstaltungsauftakt trug die ESC-Vorjahresgewinnerin Emmelie de Forest den Siegertitel Only Teardrops vor. In den drei Abstimmungspausen traten Emmelie de Forest mit Rainmaker, Adel Tawil mit Weinen und Emma Marrone mit dem italienischen ESC-Beitrag 2014 La mia città auf.

## Quoten
Im Vergleich zum Vorjahr konnte die Sendung 700.000 Zuschauer mehr erreichen und erzielte die höchste Quote seit 2007.
| Datum             | Zuschauer | Zuschauer       | Marktanteil | Marktanteil     |
| Datum             | Gesamt    | 14 bis 49 Jahre | Gesamt      | 14 bis 49 Jahre |
| ----------------- | --------- | --------------- | ----------- | --------------- |
| Do, 13. März 2014 | 3,95 Mio. | 1,50 Mio.       | 13,3 %      | 13,3 %          |